# Cappella del Sacro Cingolo
La cappella del Sacro Cingolo si trova nel duomo di Prato. Nata per conservare la preziosa reliquia, conserva un notevole ciclo di affreschi di Agnolo Gaddi e bottega, e varie opere d'arte tra cui una Madonna col Bambino di Giovanni Pisano e la rara grata bronzea del primo Rinascimento.

## Storia

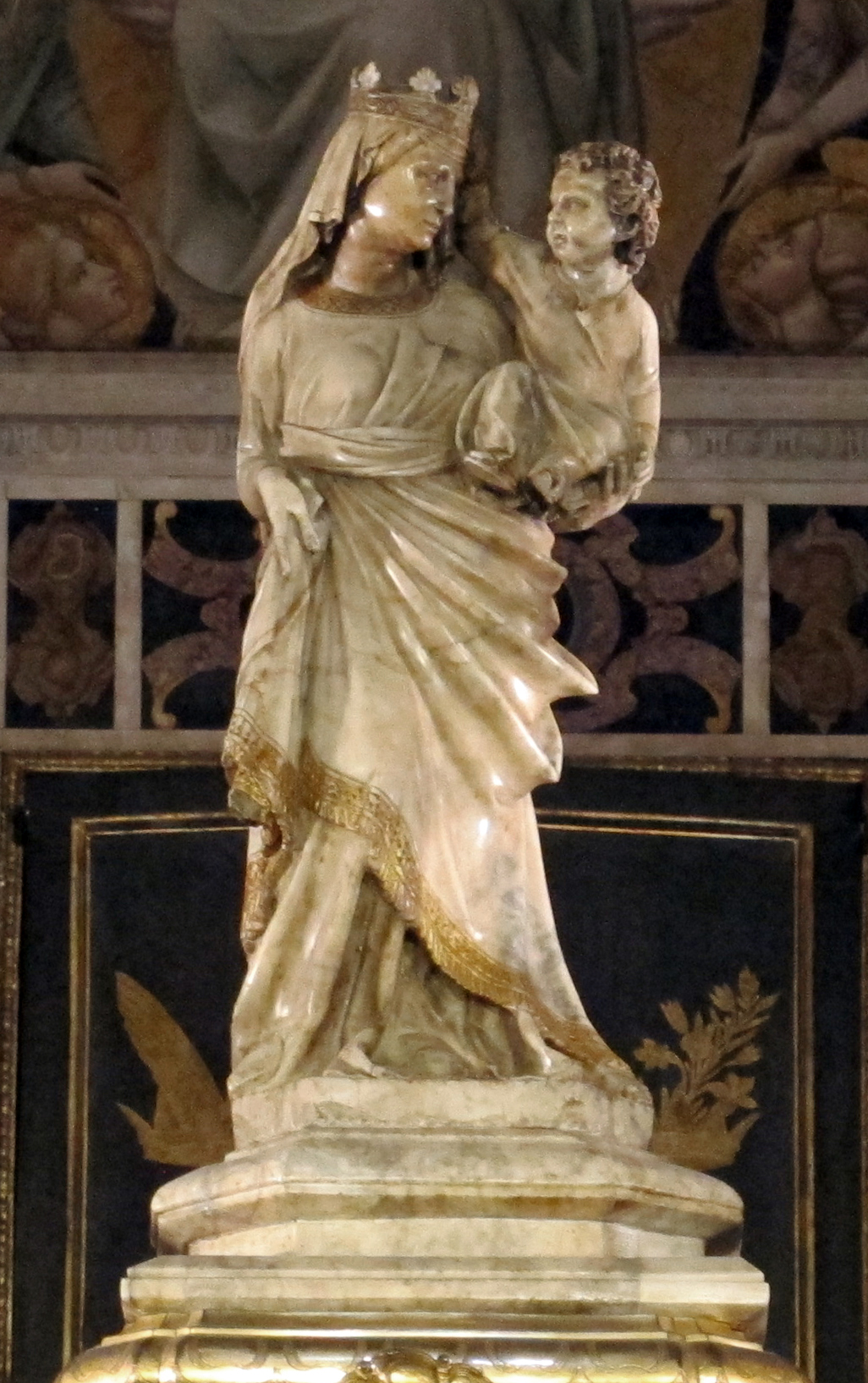
Giovanni Pisano, Madonna col Bambino

La sacra Cintola fu donata, secondo la tradizione, alla pieve di Prato verso il 1172, diventando, attestatamente almeno della seconda metà del XIII secolo, il fulcro della vita religiosa di Prato e anche la ragione delle rivendicazioni di indipendenza politica dalle vicine Firenze e Pistoia. Dalla fine del secolo la reliquia era conservata nei pressi dell'altare maggiore della pieve, (poi duomo e cattedrale), sul lato sinistro del coro, in un apposito altare costruito nel 1292, in custodia ai canonici, ma la sua importanza fece sì che una sommossa popolare, guidata dal Comune, la sottraesse ai religiosi.  
Dopo il tentativo di furto del 1312, il Consiglio Generale del Comune, ritenendo “quod dictum Cingulum non manet in tuto et sicuro loco” stabilì di studiare una collocazione più idonea, e dedicare uno spazio specifico per una conservazione più dignitosa e nobile della reliquia. La delibera prevedeva la costruzione di una cappella collegata alla zona absidale della chiesa in prosecuzione della navata, lungo la strada che passava dietro il campanile, nel 1317 vengono acquistati dei terreni per realizzare il nuovo transetto, i lavori che procedono con molta lentezza, saranno terminati solo a fine ‘300, ma nel frattempo si erano verificati avvenimenti che avevano già fatto decidere per una diversa collocazione della Cintola. A partire dalla fine del Duecento, e soprattutto dopo il tentativo di furto di Musciattino del 1312, che aveva dato grande risalto alla Sacra Cintola, le ostensioni, che venivano effettuate solo dal Proposto o da un suo delegato, richiamavano una gran folla, e fruttavano ingenti cifre in elemosine e lasciti, che venivano amministrate esclusivamente dal Proposto; e probabilmente fu questo il principale motivo che nel 1346 spinse l’autorità civile, insieme a popolani pratesi, con il consenso del Vicario Regio che governava la città, ad impadronirsi della reliquia con un’azione di forza, spaccando lo sportello dell’altare, ed a trasferirla nella zona iniziale della chiesa, presso l’ingresso, dove fu allestita una cappella con altare, e ne fu affidata la custodia a laici, chierici e sacerdoti estranei alla pieve, togliendo così al controllo del Proposto la gestione delle ingenti elemosine. Nel 1348 venne istituita L’Opera Laica della Sacra Cintola, provocando un ulteriore deterioramento dei rapporti fra Comune e Propositura, e fu solo grazie all’intervento del papa Clemente VI da Avignone, che la vertenza ebbe una soluzione, “ad evitandum lites, hodia et schandala, et pro bono pacis et concordie” con accordi che fissavano le modalità dell’esposizione, della custodia delle chiavi ripartite fra autorità civili e religiose, l’uso dei paramenti, oggetti ed arredi della cappella, ma soprattutto sanciva, a vantaggio del Comune la spartizione dei proventi delle offerte e donazioni (solo un terzo spettava alla propositura) Con questo accordo venne così legalizzato lo spostamento della Cintola all’inizio della chiesa, e si dovette allora pensare al modo di ingrandire la cappella per portarla ad una dimensione idonea ad un oggetto di tale importanza. L’unica soluzione possibile fu quella di occupare la prima campata sulla sinistra, lasciando libera la navata maggiore, allargando lateralmente la cappella, cosa che fu fatta abbattendo modeste costruzioni trecentesche di proprietà della propositura, un granaio ed un piccolo cimitero. Il pilastro d’angolo della cappella fu eretto al centro della cantina che si trovava sotto il granaio.

## Descrizione
La cappella del Sacro Cingolo occupa la prima campata della navata sinistra, e una seconda campata in profondità, invisibile dall'esterno. Il progetto, affidato a Lorenzo di Filippo, si inserì nella struttura romanica più antica della navata, rispettando l'arco a tutto sesto tra le colonne e riproponendolo armonicamente anche sul lato verso l'altare (mentre in quegli anni l'ampliamento del presbiterio aveva già utilizzato gli archi ogivali), e coprendo l'interno con due volte a crociera costolonata, poggiante su peducci dorati, opera di Michele di Paolo (1386-1387).
Gli affreschi furono realizzati nel 1392-1395, al culmine della carriera di Agnolo Gaddi, titolare ormai di una vasta bottega capace di affrontare prove impegnative come questa in tempi relativamente brevi. Gli affreschi vennero in parte manomessi dall'apertura dell'armadio delle reliquie nel XVII secolo (inglobando frammenti provenienti dal presbiterio del XV, XVI e XVII secolo), della cantoria con l'organo (1454), e dell'ingrandimento della finestra (1660).
La cancellata, che chiude i due lati liberi della cappella, fu commissionata nel 1438 a Maso di Bartolomeo, e completata in massima parte il 1442, con qualche intervento successivo di Bruno Mazzei (1444-1445), Antonio di ser Cola (1447-1459) e soprattutto di Pasquino da Montepulciano, che la completò tra il 1460 e il 1468.
Il pavimento marmoreo, di Clemente di Matteo, attuale risale al 1504, con restauri nel 1677 e verso il 1850.
L'altare in marmi policromi risale al 1745-1760, opera di Giuseppe Cerroti, con gradino in argento di Giovan Battista Stefani e Giovan Battista Navarri (1744-1746) e basamento di Giulio Mannaioni (1750 ca.) della statuetta della Madonna col Bambino di Giovanni Pisano, risalente all'inizio del Trecento. Il baldacchino sopra l'altare è invece opera rifatta nel 1930-40.
Le tredici lampade argentee sospese sono opera del 1828-1829 di Giovanni Guadagni.
Il paliotto bronzeo, che sostituisce quello settecentesco rubato nel 1980 assieme ai candelabri, i vasi e il crocifisso d'argento, è opera di Emilio Greco del 1983, e rappresenta la Dormitio Virginis con le Virtù teologali, Adamo, Eva, i profeti e gli evangelisti.
Il candelabro in bronzo dorato a destra dell'altare è opera di Vincenzo Gennaro.
La cappella ha una propria sacrestia, coeva alla cappella e coperta con volta a crociera, che conserva due armadi del 1659 circa, con maniglie ornate da mascheroni di Ferdinando Tacca, che si trovano anche sulle porte della cappella.

## Gli Affreschi di Agnolo Gaddi

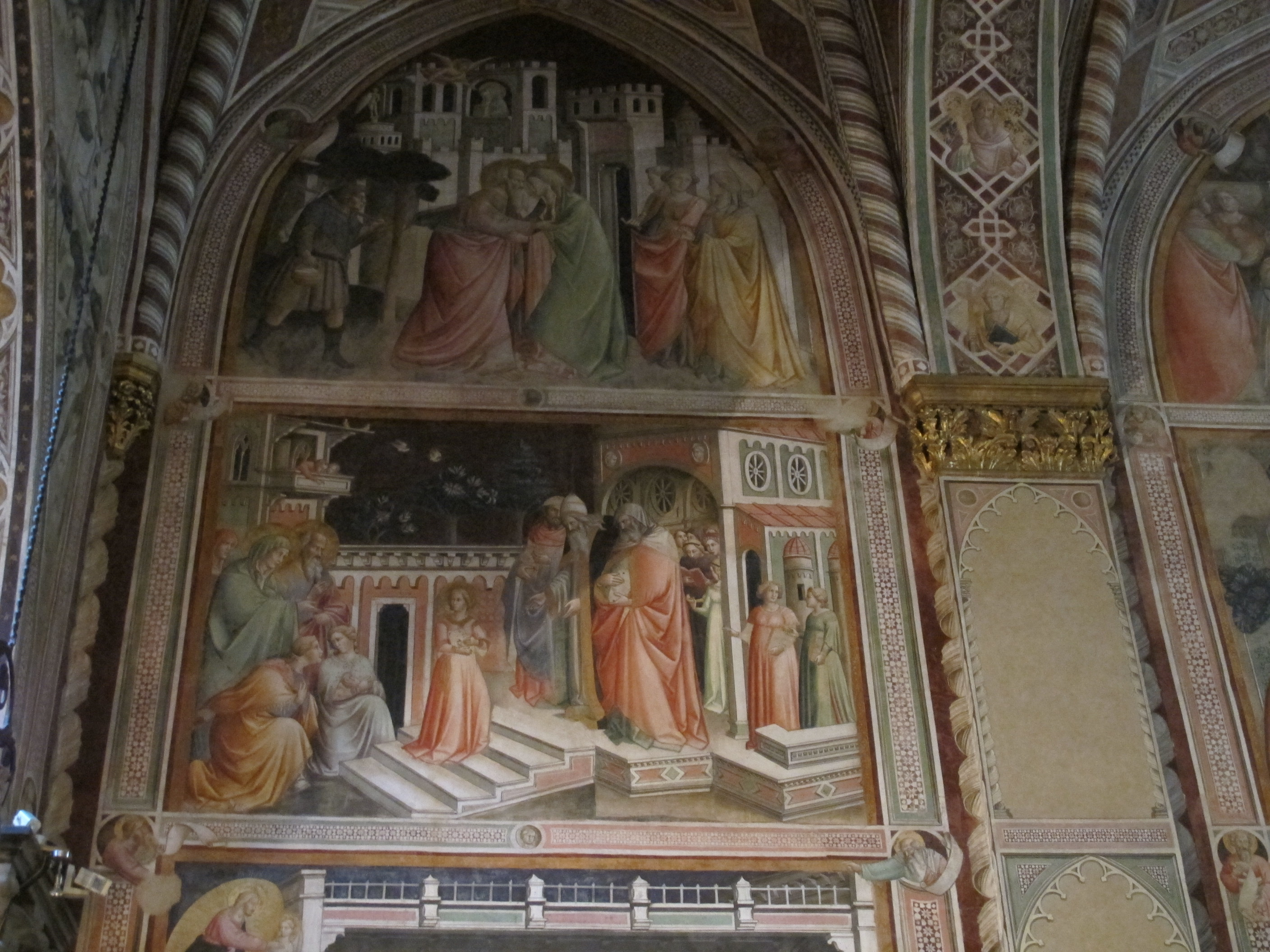
Incontro alla Porta Aurea e Presentazione della Vergine al Tempio

La cappella è affrescata con Storie della Vergine e della Cintola, ciclo di sorprendente unità figurativa, dipinto nel 1392-1395 da Agnolo Gaddi e bottega.
Sulla volta della prima campata, quella verso la chiesa, si trovano i quattro Dottori della Chiesa, forse di Meo di Fruosino, che dovevano correggere un primo progetto di rappresentarvi invece dei santi: a lato del Sant'Agostino infatti è riaffiorata una graticola di san Lorenzo. nella seconda campata sono invece raffigurati i quattro Evangelisti, molto danneggiati.
Le storie di Maria iniziano nella prima campata, dall'arcone verso la navata che presenta le Storie di Gioacchino, seguite nella lunetta sull controfacciata dalla Cacciata di Gioacchino da Tempio e annuncio a sant'Anna. Nella lunetta a fianco sono poi rappresentati l'Incontro presso la porta Aurea e la Nascita di Maria. Si riprende nel registro mediano sottostante con la Presentazione di Maria al Tempio e lo Sposalizio, poi in quello inferiore con l'Annunciazione e la Natività (in cui compare un precoce notturno nella sottoscena dell'Annuncio ai pastori).
Sulla parete dietro l'altare la narrazione va invece dal basso verso l'alto, per evidenziare l'andamento dell'ascensione di Maria: infatti vi sono rappresentate la Dormitio, fortemente compromessa dalle successive aperture, e la Consegna della Cintola, episodio cardine legato proprio alla reliquia del sacro Cingolo.
La parete verso l'altare maggiore è invece occupata dalle Storie dell'arrivo del sacro Cingolo a Prato, un tema di storia locale di cui si ha come traccia anteriore le sole Storie della Sacra Cintola di Bernardo Daddi (1337-1338). Nella prima lunetta si vede San Tommaso che consegna la cintola ricevuta da Maria a un sacerdote e il Matrimonio tra il pratese Michele e la gerosolimitana Maria, avvenuto in Terrasanta, alla presenza della madre della fanciulla, che offre come dono al genero la reliquia, conservata da secoli presso la sua famiglia. Nella lunetta seguente, sopra l'arcone est, la Nave che ritorna in Italia, scena ricca di dettagli.

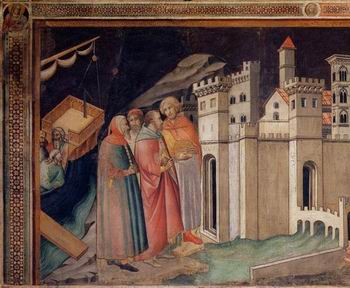
Arrivo di Michele a Prato con il sacro Cingolo

Si prosegue nel registro mediano, dove Michele torna a Prato, sollo sfondo di una sintetica veduta della città, in cui si vede bene la cattedrale e il suo campanile; la facciata romanica, purtroppo, fu parzialmente cancellata dall'apertura della cantoria per l'organo. Segue il miracolo di Michele posto ai piedi della cassapanca in cui conservava la sacra Cintola da due angeli, alla presenza di due servitori che vedono la scena.
Nella scena sottostante Michele, sul letto di morte, consegna la Cintola al proposto Uberto, mentre una processione porta la reliquia verso il Duomo, altra scena parzialmente perduta per l'inserimento della mostra dell'organo. In questa scena, più vicina allo spettatore, si nota la sicura presenza del maestro Agnolo in alcuni accurati ritratti, tra cui un probabile autoritratto nella figura col pizzo vicina alla colonnetta della camera.
Selle lunette dei portali più antichi sono poi raffigurati la Madonna col Bambino e il Cristo benedicente, mentre nei sott'archi (sia quello mediano, che quelli sotto le aperture) si trovano busti di Apostoli, Profeti e Sante. Sul pilastro di separazione centrale, a figura intera, i santi Lorenzo e Domenico, mentre sul lato opposto ci sono due nicchie vuote rifatte nell'Ottocento. Qui probabilmente non si trovavano affreschi, ma due scomparti su tavola coi santi Stefano e Giovanni Battista.
Nell'arcone esterno alla cappella doveva essere rappresentata una Maestà di cui oggi restano oggi soltanto scarsi frammenti.
Dal punto di vista stilistico gli affreschi sono caratterizzati da una narrazione sviluppata con pacatezza e chiarezza, anche quando più episodi affollano una scena, mettendo bene in evidenza i protagonisti, senza però rinunciare a particolari piacevoli e ricercati, come le architetture, gli animali, le notazioni domestiche. La tavolozza è chiara, ricca di colori pastello, che mostra la strada ormai aperta alle raffinatezze del gotico internazionale. Le scene mariane, negli schemi, si rifanno a iconografie ben consolidate, quali gli affreschi di Taddeo Gaddi in Santa Croce (alla cappella Baroncelli), mentre più libera e originale appare la narrazione delle Storie della Cintola, sebbene mostrino anche queste l'aderenza a modelli precedenti, documentati dalla citata predella di Bernardo Daddi.

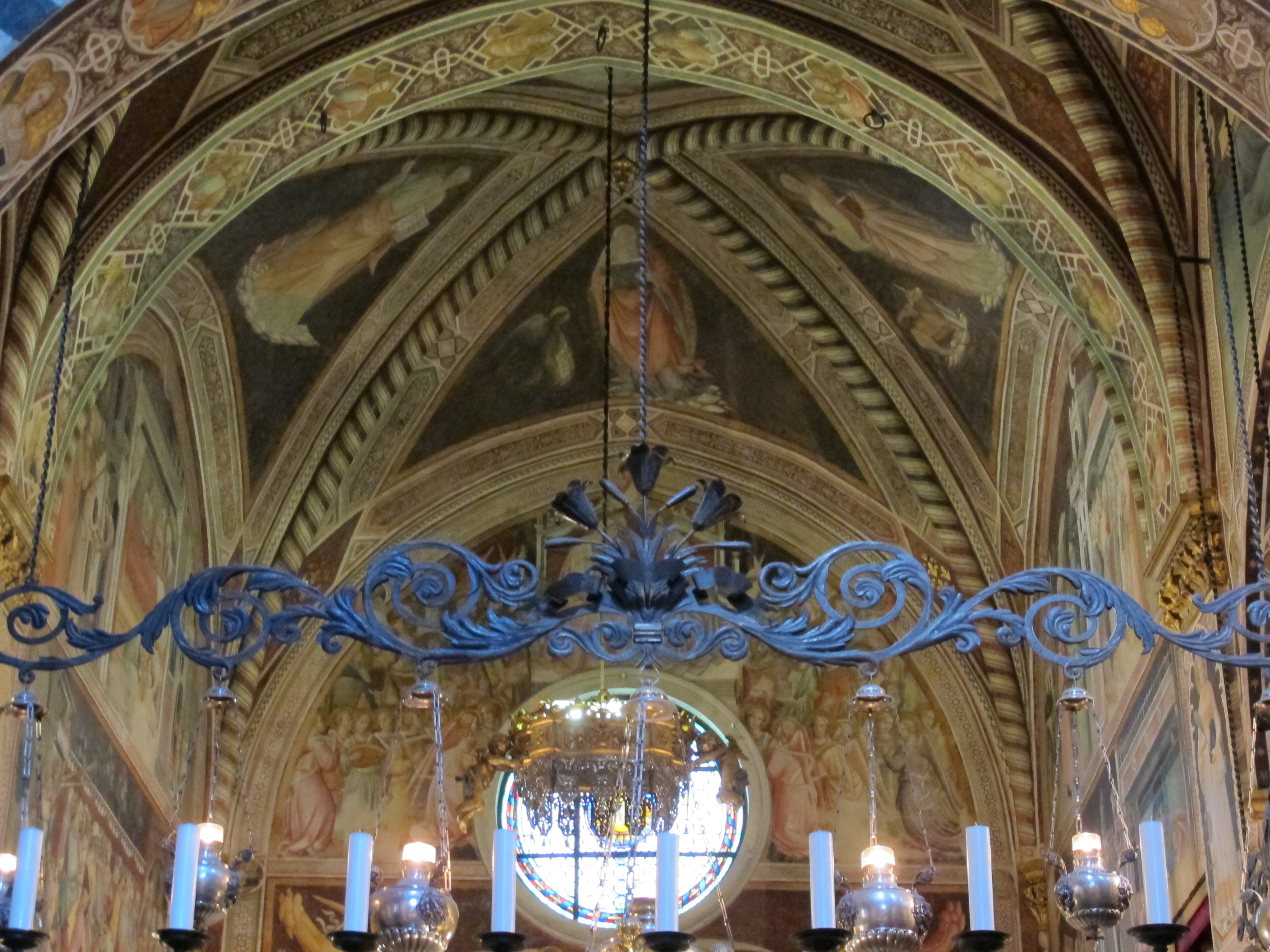
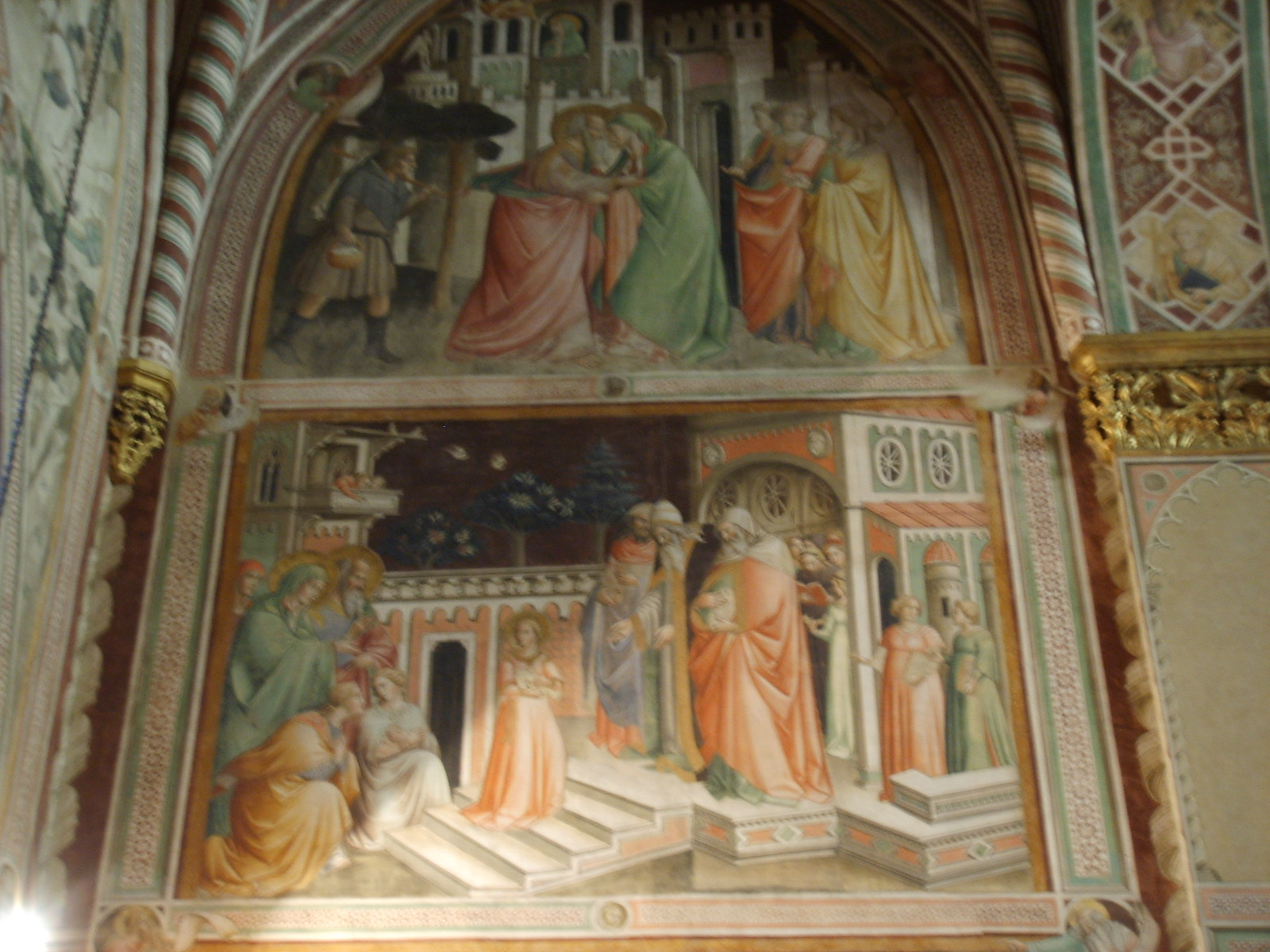
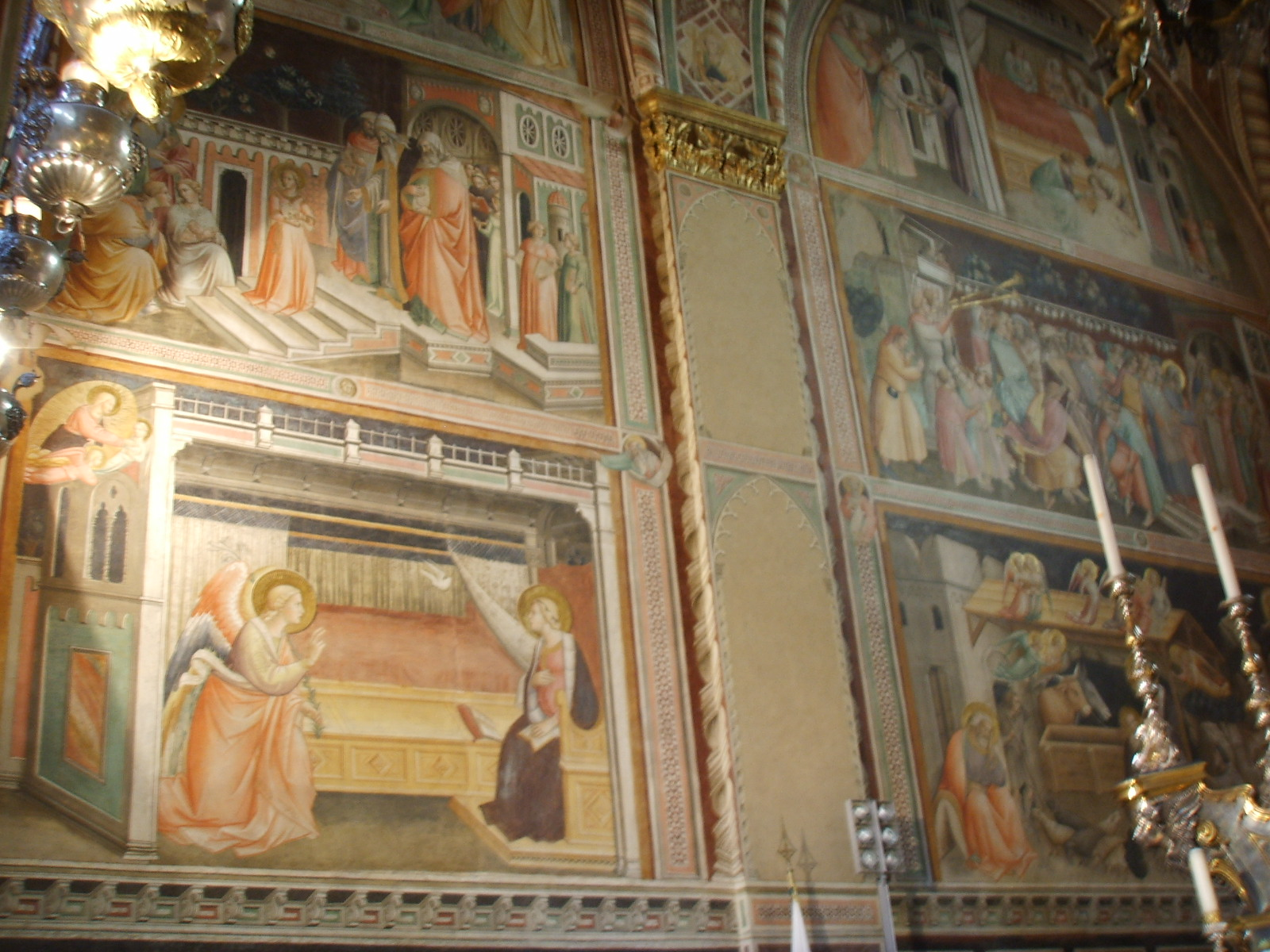
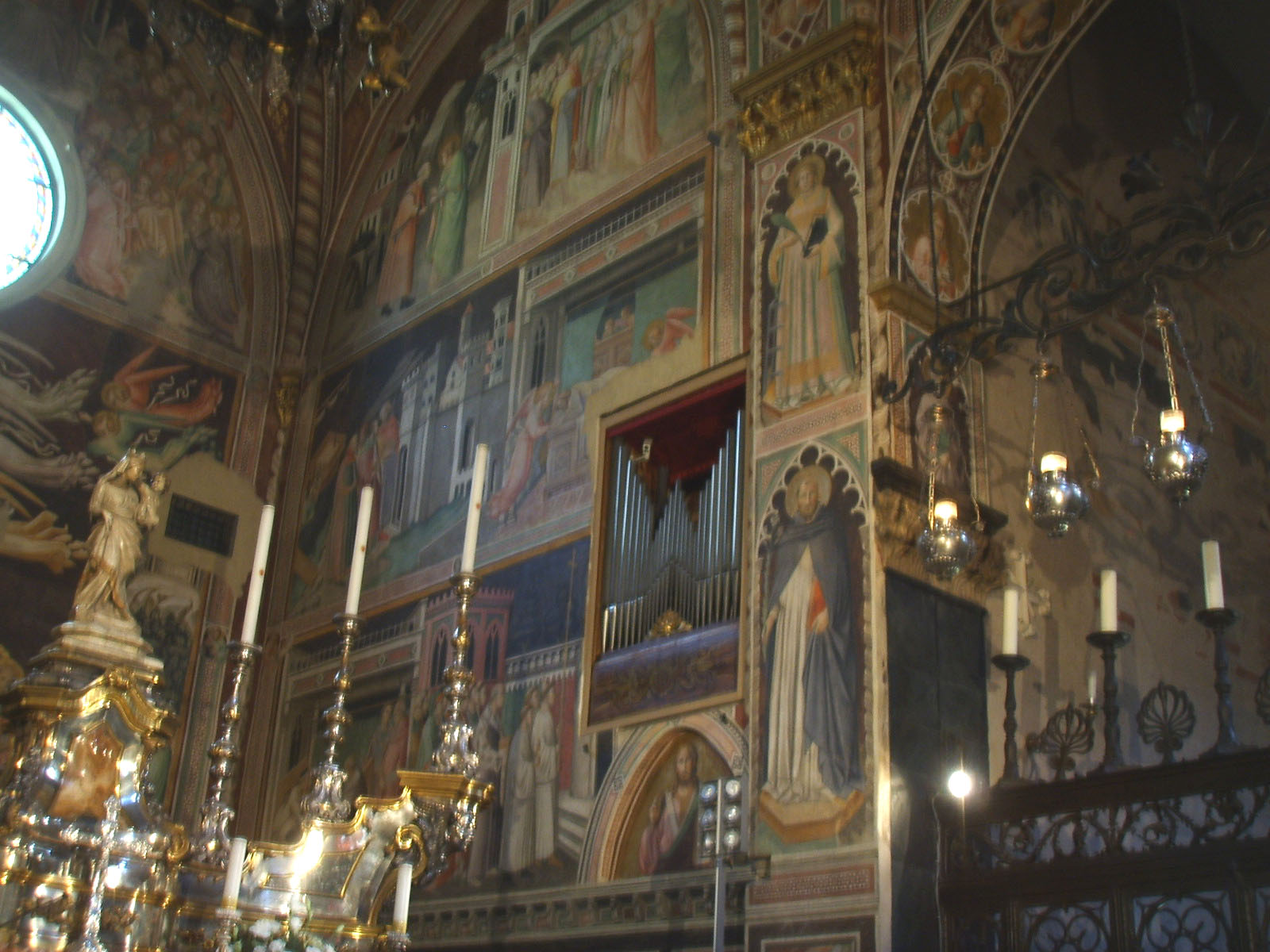
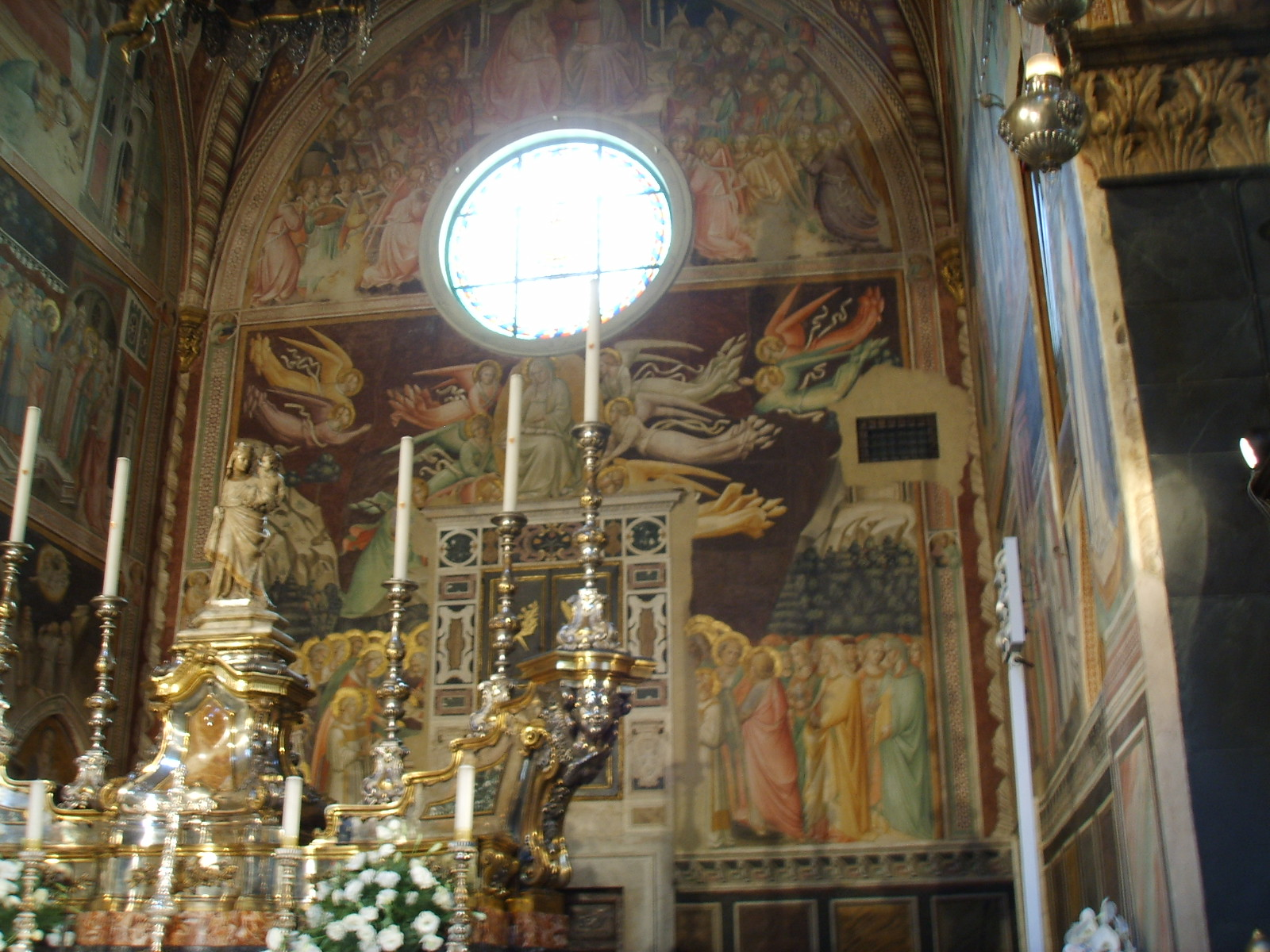
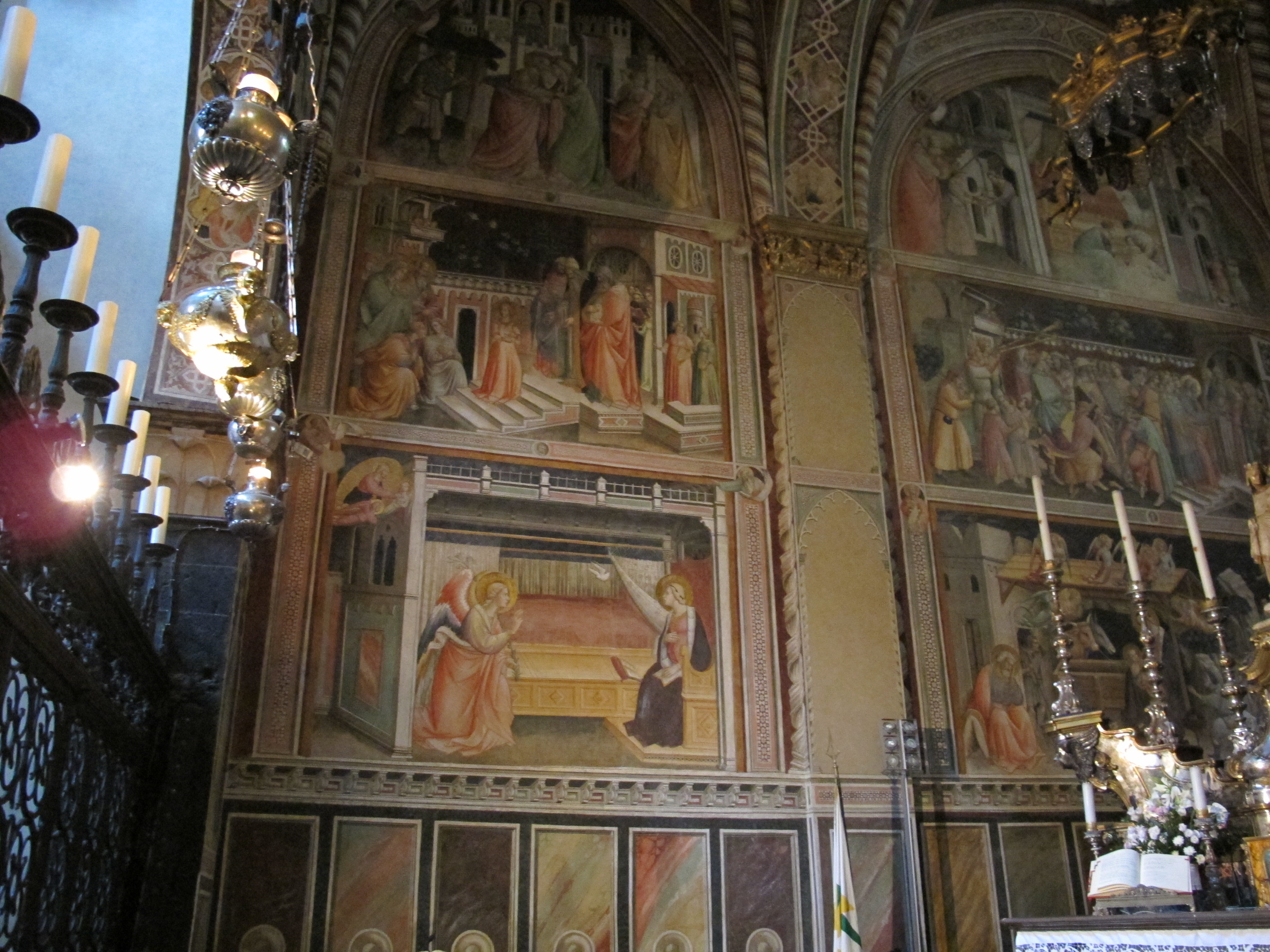

## La Cancellata Rinascimentale di Maso di Bartolomeo

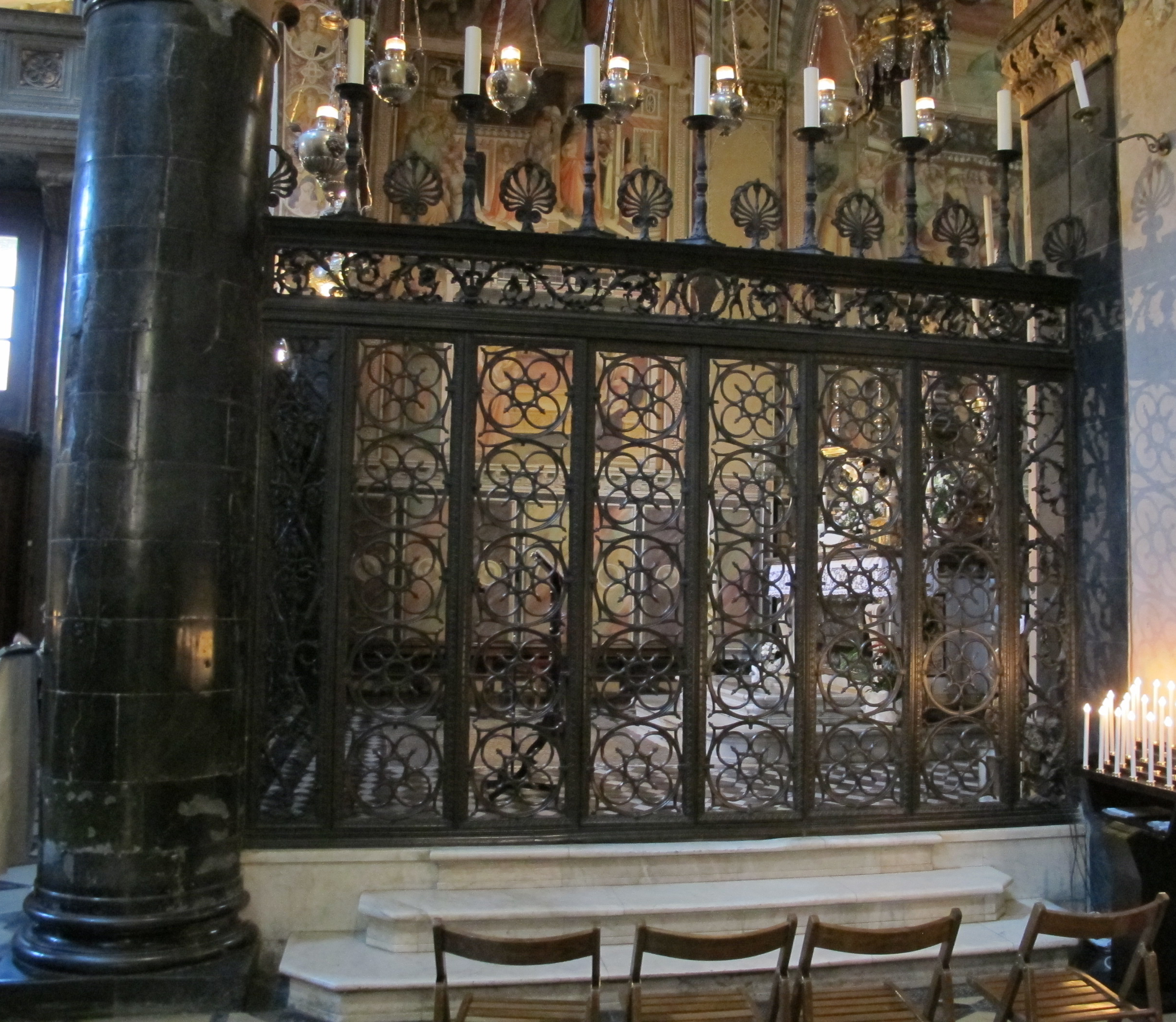
Il lato minore della cancellata

La cappella è chiusa da una preziosa cancellata in bronzo, uno dei migliori esempi del genere conservatisi del Rinascimento.
Fu commissionata a Maso di Bartolomeo, a cui spetta in massima parte l'ideazione e la realizzazione. Il lato centrale è formato da otto telai, con quelli centrali doppi, ciascuno composto da cinque registri di rosoni a quadrilobo. Questa forma dell'arte gotica fiorentina è aggiornata in chiave rinascimentale con notazioni naturalistiche, come le gemme sui lobi, i serti di alloro e le piccole cinghie, ciascuna con una fibbia diversa, che uniscono i rosoni alludendo al Sacro Cingolo. Alle estremità la cancellata è raccordata al pilastro o alla colonna con fregi verticali che hanno disegni speciali. Quello di sinistra è opera di Maso, e mostra uno stelo ondulato che sale tra girali, e sostiene in alto un putto che si difende da un serpente. A destra invece il fregio è attribuito ad Antonio di Cola, e mostra due steli che si incrociano formando maglie ogivali, al centro delle quali si trovano putti e animali (di particolare originalità i due uccelli dal collo lungo e l'arciere bendato).
Il tutto è poi coronato da un fregio orizzontale di Pasquino da Montepulciano, che ispirandosi al fregio di Maso lo carica di maggiori decorazioni dall'effetto più dinamico, che sembra anticipare i bronzi del Verrocchio nella tomba di Giovanni e Piero de' Medici. Al centro due putti reggono lo stemma di Prato, e altri si trovano alle estremità. Il coronamento è dato da candelieri intervallati da "lupiniere" (foglioni stilizzati).
Sul lato minore la cancellata ha sette telai. Il fregio verticali di sinistra è di Antonio di Cola e Pasquino da Montepulciano, con vivaci putti. Pasquino eseguì anche il fregio di destra e quello orizzontale.

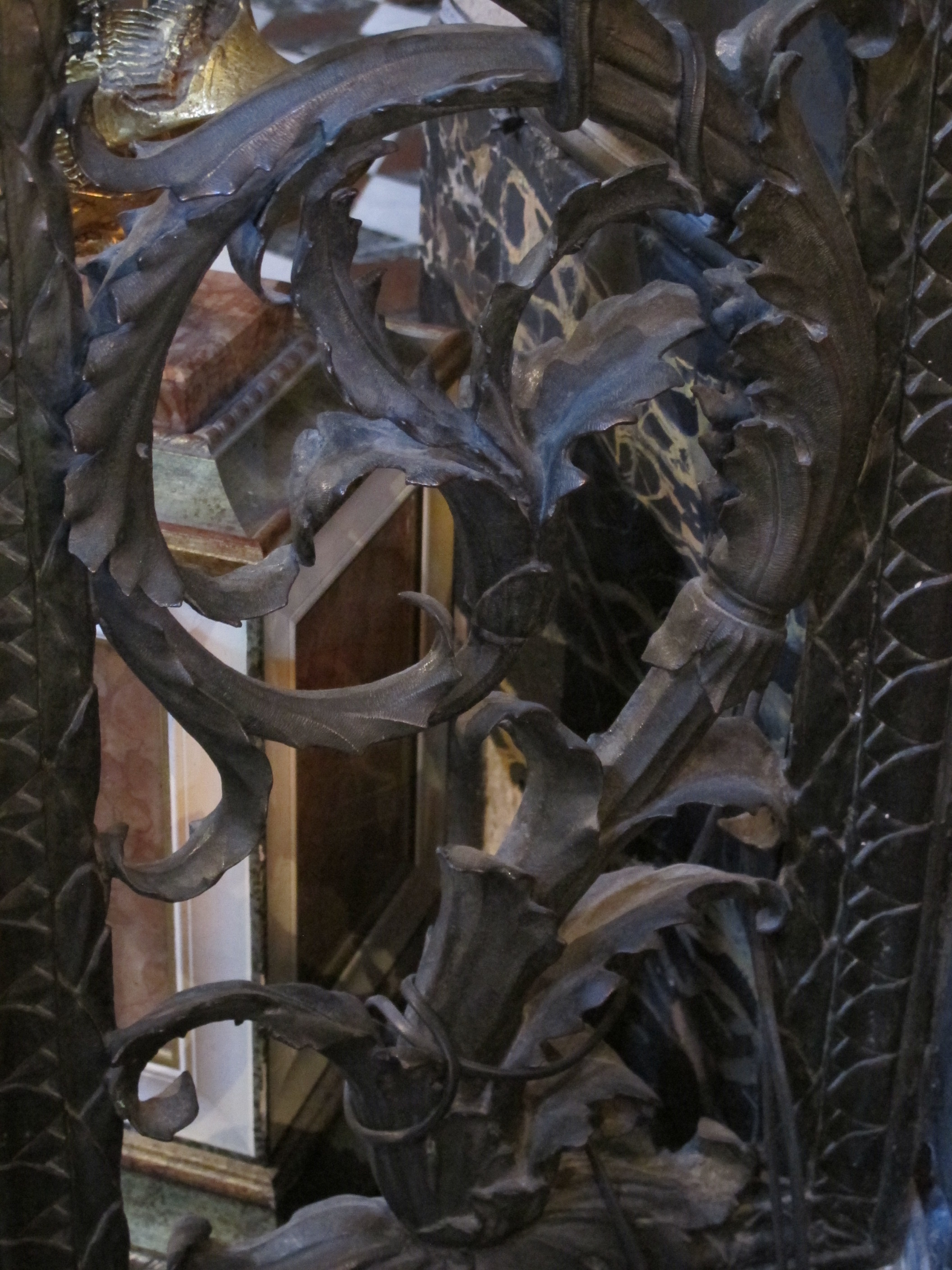
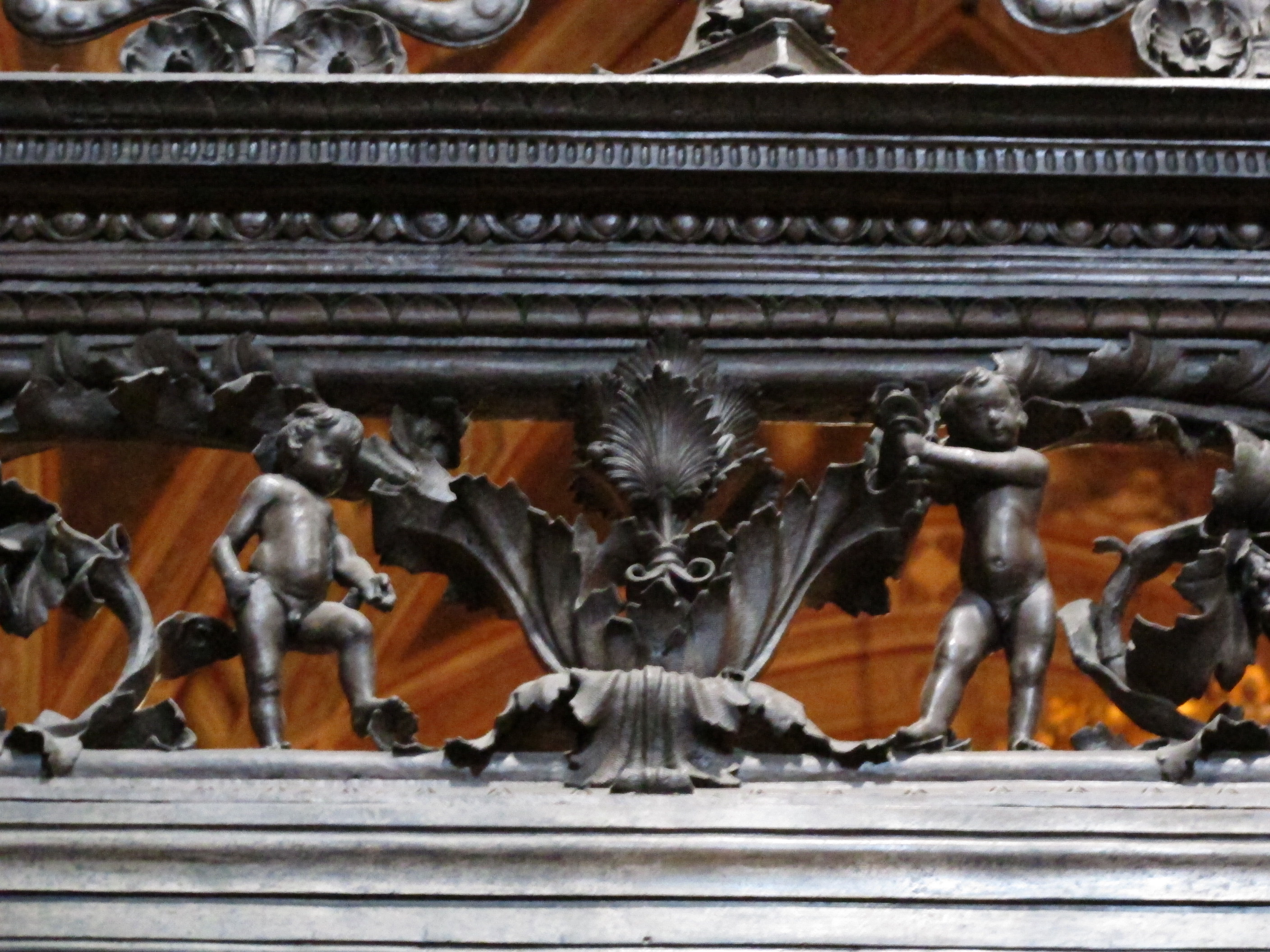
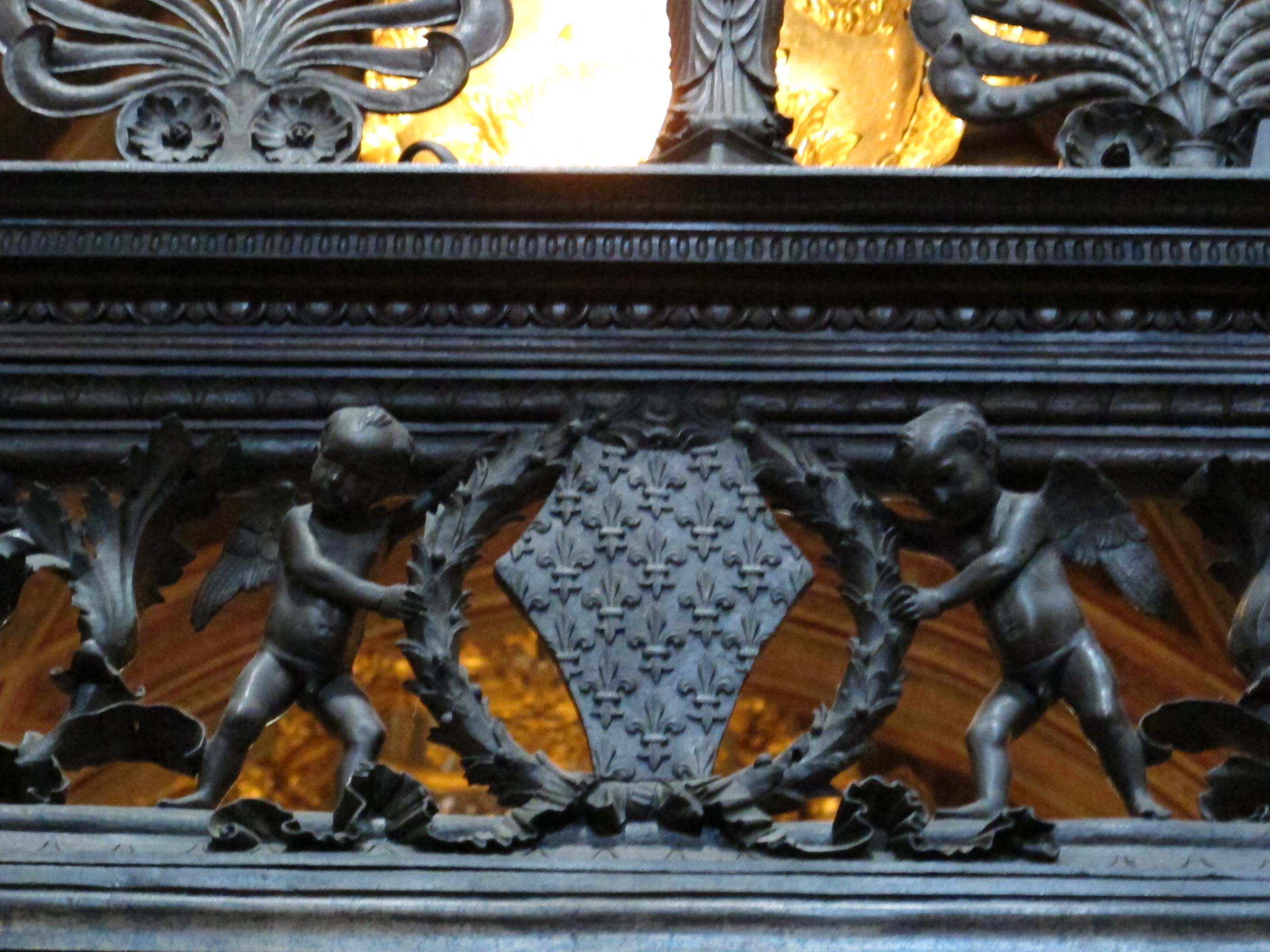
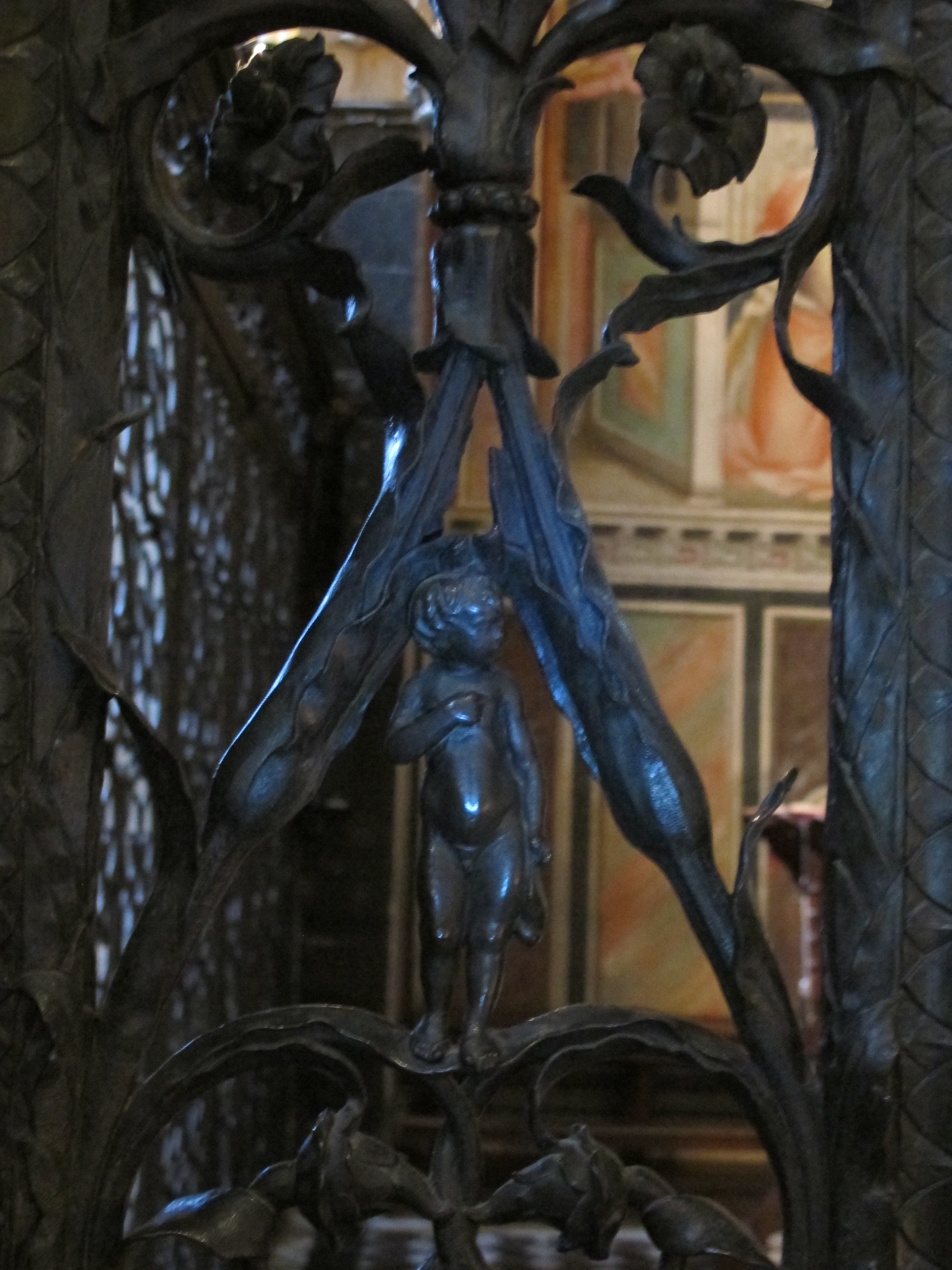
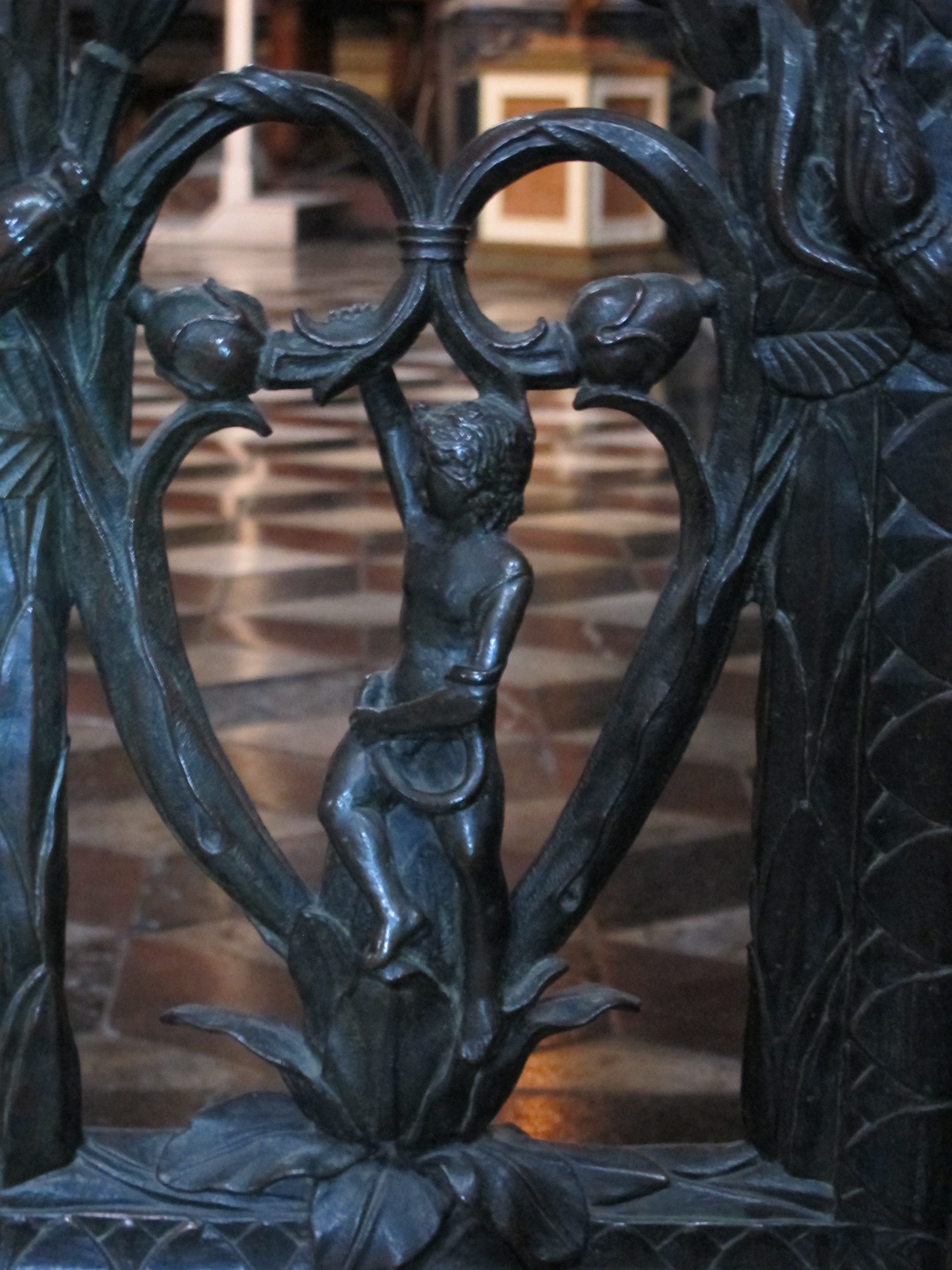
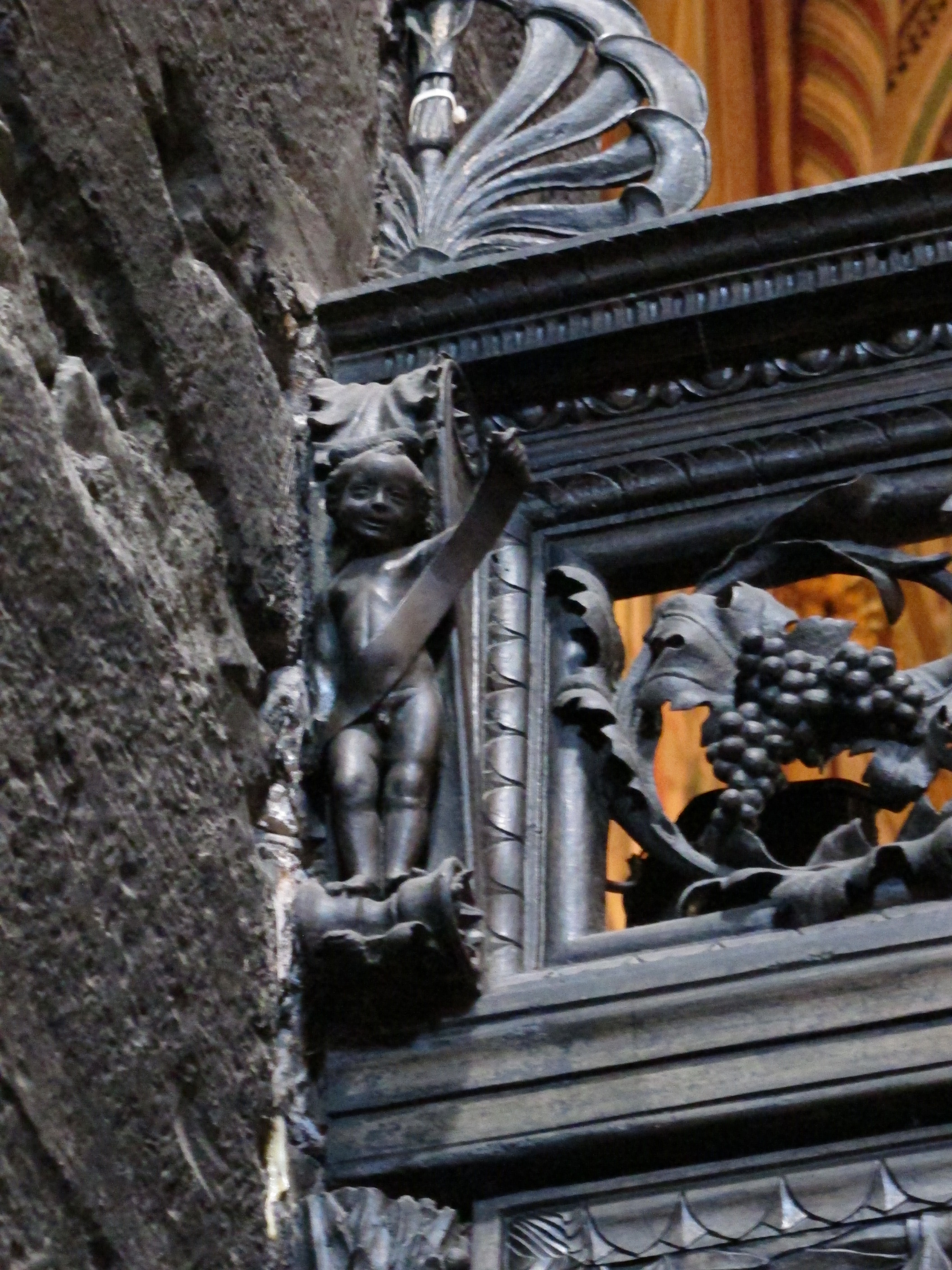

## Organo
Nella cappella si trova un organo a canne, costruito nel 1588 da Cesare Romani e successivamente ampliato nel 1773 da Michelangelo Crudeli.
Lo strumento è caratterizzato dalla particolare collocazione, all'interno di un vano che si apre nella parete di destra della cappella e che è posto tra la cappella stessa e la sacrestia; in quest'ultimo ambiente trova luogo la consolle, costituita da un'unica tastiera di 45 note con prima ottava scavezza e pedaliera a leggio di 19 note, priva di registri propri e costantemente unita al manuale. I registri sono in totale 8: i cinque di ripieno originari (dal Principale 8' alla XXII) e i tre aggiunti da Michelangelo Crudeli nel XVIII secolo (Flauto in VIII 4', Nasardo 2.2/3' Soprani e Voce umana 8' Soprani).

## Ostensione

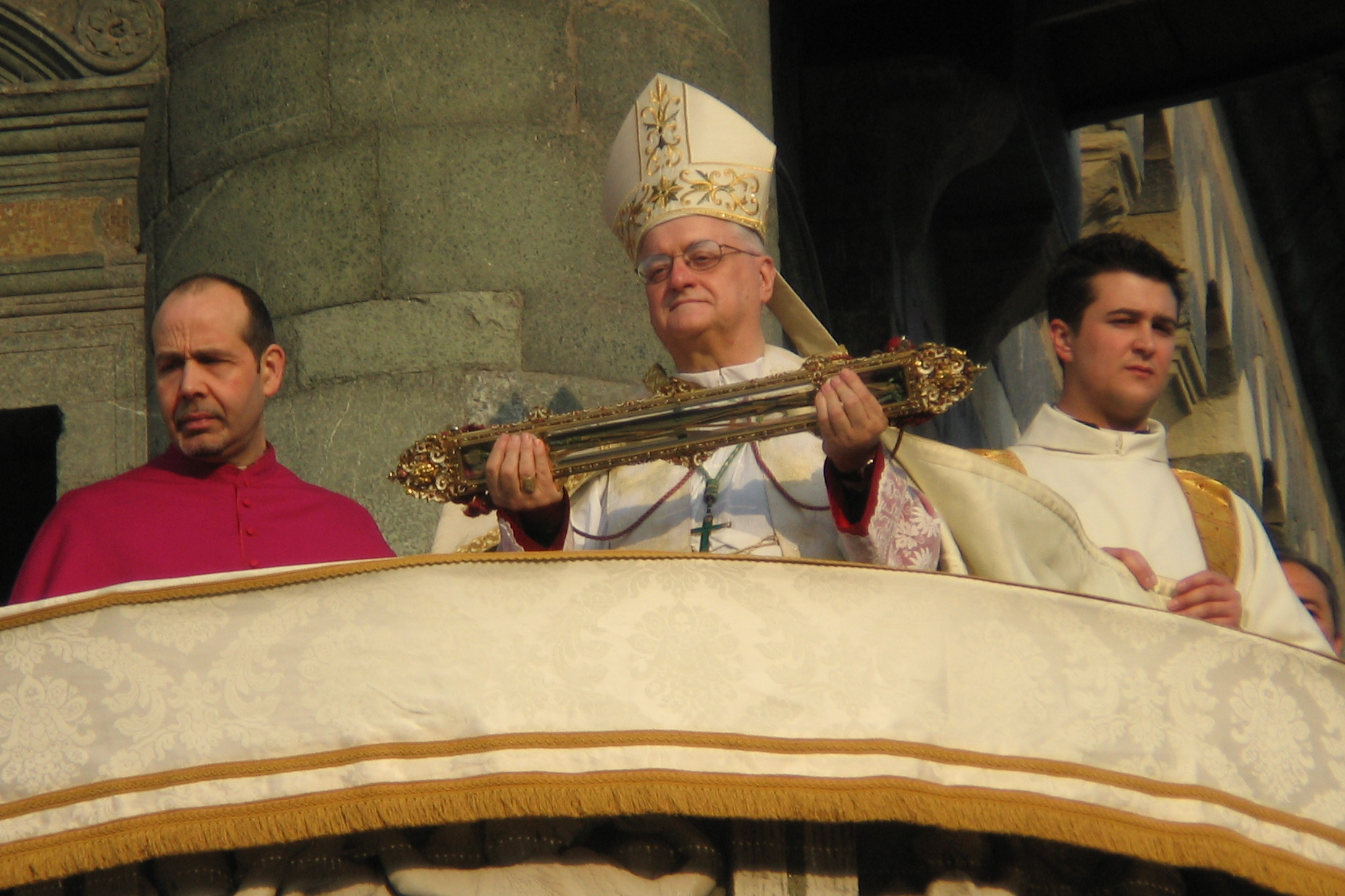

La reliquia della Sacro Cingolo  essa viene mostrata pubblicamente (Ostensione) cinque volte all'anno:
- Pasqua
- Primo maggio
- Assunzione di Maria (15 agosto)
- Natività di Maria (8 settembre), con particolare solennità durante il corteggio storico
- Natale (25 dicembre)

## Opere provenienti dalla Cappella
- Bernardo Daddi, Madonna della Cintola ora al The Metropolitan Museum of Art (New York)